# Europese kampioenschappen kyokushin karate 1991
De Europese kampioenschappen kyokushin karate 1991 waren door de International Karate Organization (IKO) georganiseerde kampioenschappen voor Kyokushinkai karateka's. De 6e editie van de Europese kampioenschappen vond plaats in het Spaanse Zaragoza.

## Resultaten
| Gewichtsklasse | Goud             | Zilver          | Brons                            |
| -------------- | ---------------- | --------------- | -------------------------------- |
| Lichtgewicht   | Jose Maria Gomez | Janusz Morys    | Marino Deflorin Santiago Alacorn |
| Middengewicht  | Georgi Georgiev  | George Karmazin | Remmert De Vit Jose Luna         |
| Zwaargewicht   | Michael Thompson | Andy Hug        | Colm Daley Juhani Vespalainen    |